# Billy Graham
William Franklin Graham Jr. (Charlotte, Carolina del Norte; 7 de noviembre de 1918-Montreat, Carolina del Norte; 21 de febrero de 2018) fue un evangelista estadounidense y un ministro bautista (Convención Bautista del Sur) ordenado que se hizo conocido internacionalmente a fines de la década de 1940.  Considerado uno de los predicadores evangélicos más importantes e influyentes del siglo XX y uno de los más notables de la historia, Graham figura en el séptimo número de la lista Gallup de personas admiradas en el siglo XX.
Graham alcanzó el estatus de celebridad al emitirse sus sermones en la radio y la televisión. Predicó personalmente el evangelio a millones de personas. Según su equipo, más de 3,2 millones de personas han respondido a la invitación de aceptar a Jesucristo como su salvador personal en las campañas de Billy Graham, a menudo con el himno de llamamiento Tal como soy.  En 2008 la audiencia de Graham durante toda su vida, incluyendo las emisiones en radio y televisión, superó los 2200 millones.

## Primeros años
Nació el 7 de noviembre de 1918, hijo de William Franklin Graham I (1888-1962) y Morrow Coffey (1892-1981), en una granja productora de leche cerca de Charlotte, Carolina del Norte, EE. UU. Graham fue educado por sus padres en la Iglesia Presbiteriana Asociada Reformada. En 1933, cuando acabó la Ley seca en Estados Unidos, el padre de Graham lo obligó a él y a su hermana a beber cerveza hasta vomitar, lo cual generó en ambos una aversión al alcohol y las drogas. Según el Centro Billy Graham, Graham se convirtió en 1934, con 16 años, durante una serie de encuentros en Charlotte por el avivamiento dirigidos por el evangelista Mordecai Ham. Sin embargo, se le rechazó como miembro de un grupo de jóvenes de una iglesia local porque era «demasiado mundano». Lo convenció para ir a ver a Ham la insistencia de uno de los empleados de la granja Graham, Albert McMakin.
Tras graduarse en la Escuela Secundaria Sharon en mayo de 1936, Graham asistió a la Escuela Superior Bob Jones College, situada en Cleveland, Tennessee, durante un semestre pero le pareció demasiado legalista tanto en los estudios como en las normas. Durante ese tiempo fue influido e inspirado por el pastor Charley Young de la iglesia Eastport Bible Church (o también, Iglesia bíblica de Eastport). Casi lo expulsan, pero Bob Jones Sr. le advirtió que no tirara su vida por la ventana: «En el mejor de los casos, a lo más que podrías aspirar es a ser un pobre predicador bautista de campo en algún lugar perdido… Tienes una voz que atrae. Dios puede usar esa voz tuya. Puede usarla poderosamente».
En 1937, se trasladó al Instituto Bíblico de Florida (hoy en día Escuela Superior Trinity College de Florida) en Temple Terrace, Florida. En su autobiografía escribe que «recibió (su) llamado en el hoyo 18 en el Club de Campo y Golf Temple Terrace», que está justo enfrente del actual Sutton Hall en Florida College, Temple Terrace. El parque Reverend Billy Graham Memorial Park se encuentra hoy a orillas del río Hillsborough al este del hoyo 18 y cruzando por donde Graham a menudo remaba en canoa hasta una pequeña isla en el río, donde les predicaba a los pájaros, a los lagartos y a los tocones de los cipreses. En 1940 obtiene una licenciatura en teología del Instituto Bíblico de Florida evangélico. Graham finalmente se graduó en antropología por la Escuela Superior Wheaton College en Wheaton, Illinois, en 1943. Fue durante su estancia en Wheaton cuando Graham decidió aceptar la Biblia como la infalible palabra de Dios. Henrietta Mears de la Primera Iglesia Presbiteriana de Hollywood, California fue una pieza fundamental al ayudar a Graham a luchar con este problema, que se solventó en el campamento Forest Home Christian (hoy en día llamado Forest Home Ministries) al sudeste del área Big Bear Lake, en California del Sur. Un monumento allí marca el lugar de la decisión de Graham.

## Ministerio

### Comienzos
Sirvió brevemente como pastor en la iglesia Village Church en Western Springs, Illinois, cerca de Wheaton, en 1943-44. Cuando estaba allí, su amigo Torrey Johnson, pastor de la iglesia Midwest Bible Church de Chicago, le dijo a Graham que su programa de radio Songs in the Night (Canciones en la noche) estaba a punto de cancelarse por falta de financiación. Tras consultar con los miembros de su iglesia en Western Springs, Graham decidió ocuparse del programa de Johnson con el apoyo económico de sus parroquianos. Al lanzar el nuevo programa de radio el 2 de enero de 1944, que aún se llamaba Songs in the Night, Graham reclutó al barítono George Beverly Shea como director de ministerio radiofónico. Aunque este ministerio continuó durante muchos años, Graham decidió dejarlo a principios de 1945. 
En 1948, en una habitación de hotel en Modesto, California, Billy Graham y su equipo de evangelización establecieron el Modesto Manifesto, un código de ética de vida y trabajar para protegerse contra las acusaciones de abuso financiero, sexual y de poder. Este código incluye reglas para recolectar ofrendas en iglesias, trabajar solo con iglesias que apoyan el evangelismo cooperativo, usar estimaciones oficiales de multitudes en eventos al aire libre y el compromiso de nunca estar solo con una mujer que no sea su esposa, a menos que haya otra persona presente.
Graham fue presidente del Northwestern Bible College en St. Paul, Minnesota de 1948 a 1952.
En 1951, con el productor Dick Ross, fundó la productora de cine World Wide Pictures, que realizará vídeos sobre su predicación y películas cristianas.
Su intención inicial era hacerse capellán de las fuerzas armadas, pero poco después de hacer la solicitud para un servicio contrajo paperas. Después un periodo de recuperación en Florida, fue contratado como el primer evangelista a tiempo completo de la nueva Juventud para Cristo Internacional (JPC), la cual fue cofundada por Torrey Johnson y el evangelista canadiense Charles Templeton, y Graham viajó por Estados Unidos y por Europa como evangelista de JPC.  Graham tenía poca formación académica en teología; cuando su amigo Charles Templeton lo animó a matricularse en el Seminario Teológico de Princeton para sacarse un título superior en teología, Graham declinó matricularse en Princeton y en cualquier otra universidad en Estados Unidos, porque él ya era presidente del Northwestern Bible College.

### Intervención Hearst
Graham organizó una serie de encuentros por el avivamiento en Los Ángeles en 1949, para los cuales montó carpas de circo en un aparcamiento. El avivamiento en Los Ángeles se considera el momento en el que Graham se convirtió en una figura religiosa a nivel nacional. El ascenso de Graham a la relevancia nacional fue en parte por la ayuda que recibió del magnate de las noticias William Randolph Hearst, cuyo interés en Graham era que lo respetaba por ser él mismo y ser fiel a lo que creía, aunque ellos dos nunca se conocieron. La mayoría de los observadores creen que Hearst apreciaba el patriotismo de Graham y sus llamamientos para la juventud, y que creía que Graham sería útil en la promoción de las ideas conservadoras y anticomunistas de Hearst Hearst envió un telegrama a los editores de su periódico que decía «inflen a Graham» durante la campaña de Billy Graham en Los Ángeles a finales de 1949.
La mayor aparición en los medios a través de la cadena de periódicos y programas nacionales de Hearst hizo que la campaña continuara durante ocho semanas: cinco semanas más de lo planificado. Henry Luce lo sacó en la portada de TIME en 1954. En el avivamiento de Los Ángeles, un compañero evangelista acusó a Graham de haber hecho retroceder la religión cien años. Graham contestó: «Sí que quería hacer retroceder la religión, no solo cien años, sino mil novecientos años, hasta el Libro de los Hechos, cuando los seguidores de Cristo del siglo I eran acusados de poner patas arriba el Imperio romano»".

### Campañas
Dirigió muchas campañas evangelísticas desde 1948. Empezó esta forma de ministerio en 1947 y continuó hasta hace poco. Alquilaba un local grande, como un estadio, parque o calle. Organizaba un grupo de hasta cinco mil personas para cantar en un coro y luego predicaba el evangelio e invitaba a la gente a salir al frente (una práctica que comenzó Dwight L. Moody). A esas personas, llamadas indagadores, se les daba entonces la oportunidad de hablar personalmente con un consejero que aclaraba cualquier pregunta que tuviera el indagador y oraba con esa persona. A los indagadores con frecuencia se les daban recursos, tales como una copia del Evangelio de Juan o un folleto de estudio bíblico. En Moscú en 1992, un cuarto de las 155.000 personas del público salió al frente tras su llamamiento.
Le ofrecieron un contrato de cinco millones de dólares por cinco años en la NBC para aparecer en televisión frente a Arthur Godfrey, pero lo rechazó para continuar con sus giras de avivamiento por sus compromisos previos. Graham realizó misiones en Londres, las cuales duraron 12 semanas, y una misión en Nueva York en el Madison Square Garden, en 1957, la cual dirigió cada noche durante 16 semanas. En 1959, dirigió su primera campaña, que tuvo lugar en Londres. Se desempeñó como administrador de la Junta de Misiones Internacionales a fines de la década de 1950 y administrador de la Comisión de Radio y Televisión de la SBC a fines de la década de 1960.

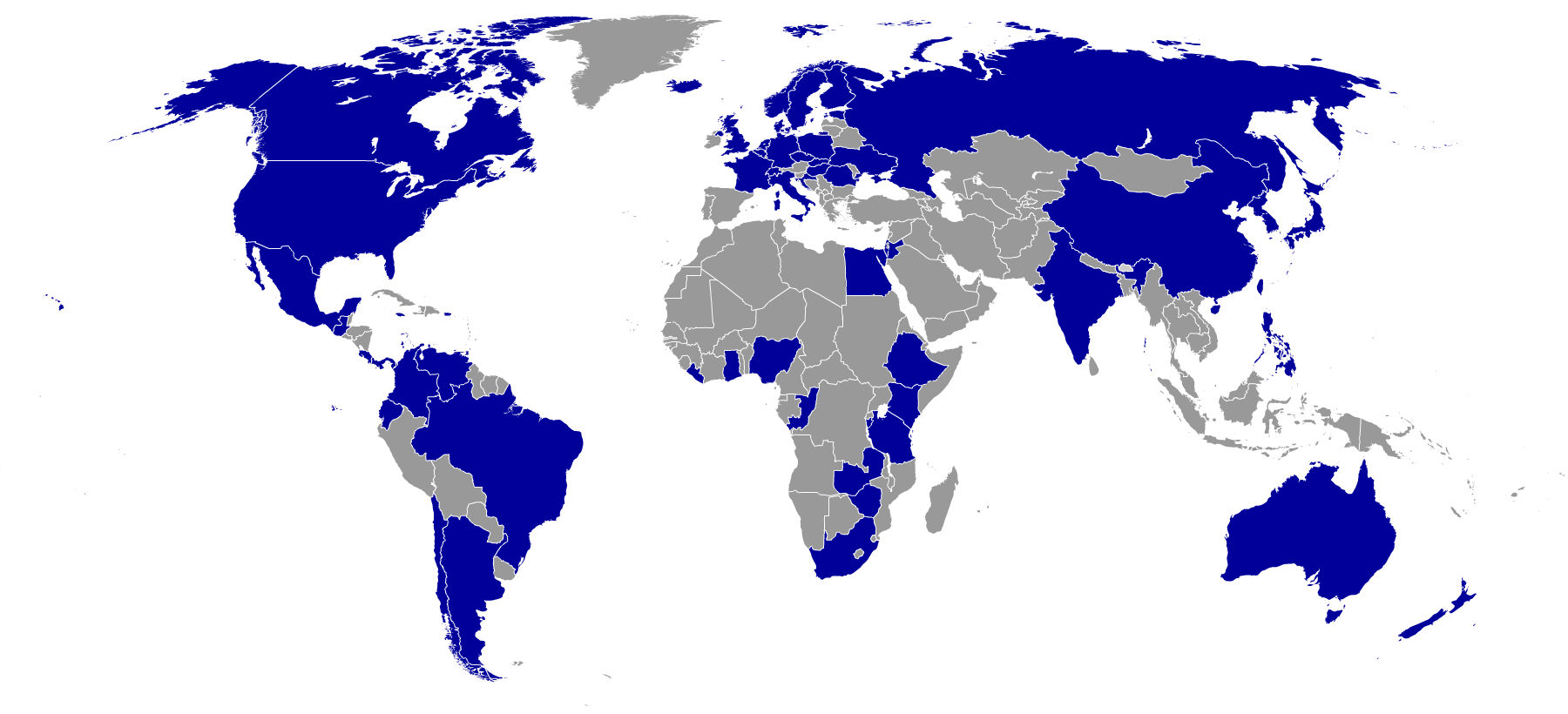
Países que visitó Billy Graham

La visibilidad y popularidad de Graham se extendió hasta el mundo secular. Creó su propio pabellón para la Feria Mundial de Nueva York en 1964. Salió como invitado en un especial de Woody Allen en televisión en 1969, en el que se unió al cómico en un ingenioso diálogo sobre temas teológicos.
Durante la Guerra Fría, Graham se convirtió en el primer evangelista de renombre en hablar tras el Telón de Acero, y se dirigió a grandes multitudes en países a lo largo y ancho de la Europa del Este y en la Unión Soviética, llamando a la paz. Durante la época del Apartheid, Graham se negó sistemáticamente a visitar Sudáfrica hasta que su gobierno le permitiera al público sentarse sin segregación. Su primera campaña allí fue en 1973, durante la cual denunció abiertamente el apartheid.
En 1984 dirigió una serie de encuentros de verano en el Reino Unido, llamados Mission England, usando campos de fútbol al aire libre como auditorio.
Graham tenía interés en promover el evangelismo en todo el mundo. En 1983, 1986 y 2000 patrocinó, organizó y pagó conferencias masivas de formación para evangelistas cristianos de todo el mundo, con la mayor representación de naciones reunida hasta entonces. Más de 157 naciones se reunieron en el año 2000 en el Centro de Convenciones RAI en Ámsterdam, Holanda.
En una campaña en Seúl, Corea del Sur, Graham atrajo a más de un millón de personas a un mismo culto. Apareció en China en 1988; para Ruth, eso fue como volver a casa, ya que ella había nacido en China, siendo hija de padres misioneros. Graham estuvo en Corea del Norte en 1992.
El 22 de septiembre de 1991 Graham celebró el mayor evento que ha dirigido en Norteamérica en The Great Lawn, en el Central Park de Nueva York. Los funcionarios del ayuntamiento estimaron más de 250.000 asistentes. En 1995, durante el evento de Misión Global, predicó un sermón en el Estadio Hiram Bithorn en San Juan en Puerto Rico que fue transmitido por satélite a 185 países y traducido a 116 idiomas.  En 1998, Graham habló en la conferencia de Tecnología, Entretenimiento, Diseño TED ante una multitud de científicos y filósofos.
El 14 de septiembre de 2001, en las postrimerías de los ataques del 11 de septiembre, Graham dirigió un culto de oración y conmemorativo en la Catedral Nacional de Washington, al que asistió el presidente George W. Bush y líderes del pasado y de la actualidad. También habló en el servicio conmemorativo tras el bombardeo de la ciudad de Oklahoma en 1995. Después de su última cruzada en 2005 en Nueva York, había predicado durante 417 cruzadas, incluidas 226 en los EE.UU y 195 en el extranjero.  
Pero el fin de semana del 11-12 de marzo de 2006, Billy Graham celebró el «Festival of Hope» (Festival de la Esperanza) con su hijo, Franklin Graham, en Nueva Orleans, que se estaba recuperando del Huracán Katrina.

#### Asociación Evangelística Billy Graham
En 1950 fundó la Asociación Evangelística Billy Graham (AEBG) con sus oficinas centrales en Mineápolis. La asociación se trasladó más tarde a Charlotte, Carolina del Norte. Los ministerios de la AEBG han incluido:
- Hour of Decision (La hora de la decisión), un programa de radio semanal emitido por todo el mundo durante más de cincuenta años.
- Especiales sobre misiones en televisión que se han emitido regularmente en horario de máxima audiencia en casi todos los mercados de Estados Unidos y Canadá.
- Una columna de prensa, My Answer [Mi respuesta], publicada por varios periódicos de Estados Unidos y distribuida por la agencia Tribune Media Services.
- La revista Decision (Decisión), la publicación oficial de la asociación.
- Christianity Today (Cristianismo Hoy), revista que se lanzó en 1956 con Carl F. H. Henry como redactor jefe.
- Passageway.org, la página web de un programa para niños creado por la AEBG.
- World Wide Pictures, la cual ha producido y distribuido más de 130 películas.

#### El Movimiento por los Derechos Civiles y la Antisegregación
La postura de Graham respecto a los derechos civiles y la segregación fue contradictoria en sus primeros años. Como muchos personajes públicos blancos, no mostró preocupación por la segregación hasta que el movimiento por los derechos civiles comenzó a cobrar fuerza a principios de los años 50, y muchas de sus primeras campañas estuvieron segregadas. En respuesta al movimiento por los derechos civiles «zigzagueó» durante unos años, negándose a hablar ante algunos auditorios segregados mientras sí que hablaba ante otros. Su autobiografía dice que en 1953 echó abajo de forma dramática las cuerdas que los organizadores habían colocado para separar al público. Pero más tarde se apartó del tema en Dallas, Texas y Asheville, Carolina del Norte. Antes del histórico fallo contra la segregación en las escuelas, Brown v. Board of Education, Graham aseguraba que la Biblia no tenía nada que decir acerca de la segregación. Posteriormente, se alzó como oponente de la segregación y el racismo, recordándoles a las audiencias el pacto del cristianismo con el marginado y el oprimido (Michael G Long, ed., The Legacy of Billy Graham: Critical Refletions on America’s Greatest Evangelist, Westminster/John Knox Press, 2008, pp. 150-1). También se metió en una pelea con un miembro sureño del KKK sobre por qué era importante la integración de los negros en la sociedad sureña. Graham dijo: «No hay fundamento bíblico para la segregación… El terreno a los pies de la cruz es llano, y me emociona cuando veo a blancos y a negros juntos ante la cruz». Graham pagó el dinero de la fianza para asegurar que Martin Luther King Jr. fuera puesto en libertad durante el movimiento por los derechos civiles de los años 60 e invitó a King a que le acompañara en el púlpito en su campaña de 16 semanas en Nueva York en 1957. Durante ese periodo de 16 semanas, a Graham lo oyeron 2.3 millones de personas, quienes se reunieron para escucharle en el Madison Square Garden, en el estadio de los Yankee’s y en Times Square. Sin embargo, debido a su preocupación por tratar el tema de la política del racismo y por haber sido visto cooperar públicamente con el líder de los derechos civiles, no volvió a invitar a King a aparecer junto a él.

## Política
En cuanto a política, Graham fue un miembro registrado del Partido Demócrata. Se inclinó hacia los republicanos durante la presidencia de Richard Nixon. No se aliaba por completo por el derecho religioso, diciendo que Jesús no tenía partido político. No promocionaba abiertamente a candidatos políticos, pero les dio su apoyo a algunos a lo largo de los años.
Se negó a unirse a la Mayoría Moral de Jerry Falwell en 1979 diciendo: «Estoy a favor de la moralidad, pero la moralidad va más allá del sexo y llega hasta la libertad humana y la justicia social. Como reverendos sabemos muy poco como para hablar con autoridad sobre el canal de Panamá o la superioridad armamentística. Los evangelistas no nos podemos identificar plenamente con ningún partido ni persona en particular. Tenemos que quedarnos en medio para predicar a todas las personas, de izquierda y de derechas. No he sido fiel a mi propio consejo en el pasado. Lo seré en el futuro».
Según una entrevista de 2006 en el Newsweek: «Para Graham la política va después del evangelio… Cuando Newsweek le preguntó a Graham si los ministros, ya sea que se consideren evangelistas o pastores o ambos en parte, deberían pasar tiempo implicados en política, respondió: «¿Sabes?, tengo la opinión de que depende de la persona según se sienta guiada por el Señor. Muchas de las cosas sobre las que hice comentarios hace años no eran del Señor, estoy seguro, pero creo que hay algunas, como el comunismo o la segregación, sobre las que creo que se tiene la responsabilidad de hablar».

### Pastor de presidentes

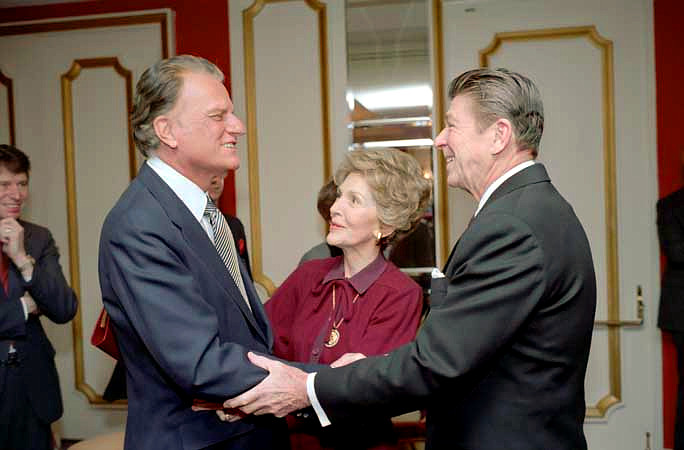
Ronald Reagan y la primera dama Nancy Reagan saludan a Graham en el National Prayer Breakfast en 1981.

Graham tuvo audiencias personales con muchos de los presidentes estadounidenses mientras estos estaban en funciones, desde Harry S. Truman hasta Barack Obama. Visitó el Despacho Oval cuando presidía Truman en 1950 para instarle a que se enfrentara al comunismo en Corea del Norte. Sin embargo, Graham y sus amigos no estaban familiarizados con el protocolo de Washington; aplacaron con detalles de la visita a los miembros de la prensa que esperaban fuera, y los tres pastores cedieron incluso a las peticiones de la prensa de que se arrodillaran sobre el césped de la Casa Blanca, como si estuvieran orando. Truman supuestamente habló sobre Graham en la biografía oral de Merle Dale Miller:
Pero ahora hemos recibido a este evangelista, Billy Graham, y es un excéntrico. Es… bueno, no debería decir esto, pero es uno de esos falsos de los que te hablaba. Dice que es amigo de todos los presidentes, pero nunca fue amigo mío cuando yo era presidente. Ese tipo de gente simplemente no me va. No me gusta la gente así. Lo único que le interesa es que saquen su nombre en el periódico
Truman no habló con Graham durante años después de su encuentro. Graham a menudo ha contado la historia, normalmente como advertencia de que no revelaría sus conversaciones con los líderes mundiales.
Graham se convirtió en un habitué del Despacho Oval durante la presidencia de Dwight D. Eisenhower, a quien urgió para que interviniera con tropas federales en el caso de los Nueve de Little Rock, y fue en esa época, en un campeonato de golf en Washington, cuando conoció y se hizo amigo íntimo del vicepresidente Richard Nixon. Eisenhower invitó a Graham a que visitara con él al expresidente cuando este estaba en su lecho de muerte. Graham también aconsejó a Lyndon B. Johnson, Gerald Ford, Jimmy Carter, Ronald Reagan, Bill Clinton y la familia Bush.
La excepción destacada entre los presidentes modernos fue John F. Kennedy, con quien Graham jugaba al golf, pero Kennedy era católico; Graham era amigo de Nixon y lo apoyó de forma prominente frente a Kennedy en las elecciones presidenciales de 1960. Nixon escribió a Graham tras esas elecciones: «A menudo les he dicho a mis amigos que cuando te metiste en el ministerio, la política perdió a uno de sus mejores profesionales en potencia». Graham pasó la última noche de la presidencia de Johnson en la Casa Blanca, y se quedó la primera noche de la de Nixon.

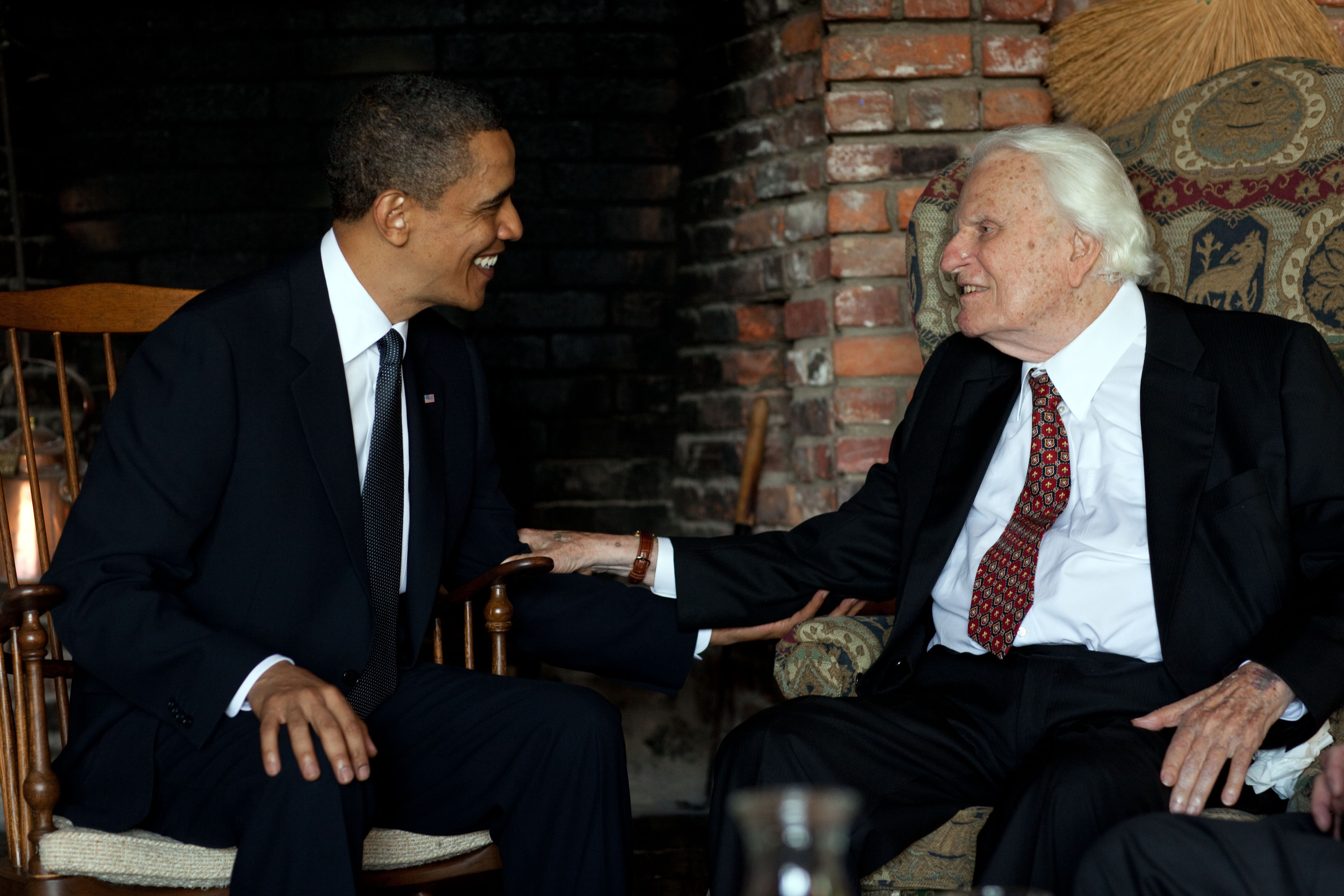
Billy Graham reunido con el presidente Barack Obama en Montreat, 2010.

Tras la exitosa campaña presidencial de Nixon en 1968, Graham fue consejero, visitando la Casa Blanca y dirigiendo algunos de los cultos privados que organizaba el presidente allí. Nixon le ofreció a Graham ser embajador en Israel en una reunión que tuvo con Golda Meir, pero Graham rechazó la oferta. Nixon apareció en una de las campañas de Graham en East Tennessee, convirtiéndose en el primer presidente en dar un discurso en un escenario evangelístico. Sin embargo, su amistad se volvió tensa cuando Graham reprendió a Nixon por su comportamiento tras el Watergate y la profanación oída en las cintas del Watergate; finalmente se reconciliaron tras la dimisión de Nixon. Graham anunció en ese momento: «Estoy fuera de la política».
Después de que se aprobara una ley especial a su favor, a Graham se le permitió dirigir el primer servicio religioso en las escaleras del edificio del Capitolio en 1952. Cuando Graham fue hospitalizado de forma breve en 1976, tres presidentes lo llamaron en un día para desearle una pronta recuperación: el expresidente Nixon, el presidente en funciones Ford y el presidente electo Carter.
Fue uno de los invitados personales de Reagan a su investidura y dio su bendición en la investidura de George H. W. Bush. Estuvo en la Casa Blanca la noche antes de que George H. Bush (quien llamaba a Graham «el pastor de Estados Unidos») lanzara la guerra del Golfo Pérsico. Dos días después de las elecciones presidenciales de 2000, Graham habló en un desayuno de oración en Florida con George W. Bush como asistente. En una campaña en Nueva York en 2005, Bill Clinton recordaba cómo había asistido de niño a una campaña de Graham en Little Rock, Arkansas, en 1959.

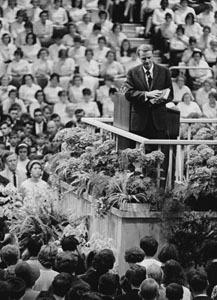
Billy Graham en 1966.

Graham ha oficiado un entierro y un funeral presidenciales. Presidió los servicios en el entierro del presidente Lyndon B. Johnson en 1973 y participó en los elogios al expresidente. Graham ofició el servicio funerario de la ex primera dama Pat Nixon en 1993 y el funeral de Richard Nixon en 1994. No pudo oficiar el funeral de Estado de Ronald Reagan el 11 de junio de 2004, por una operación reciente de implante de cadera, lo cual el expresidente George H. W. Bush reconoció durante su elogio. Graham había sido la primera opción de Reagan. Por la hospitalización de Graham, el reverendo John Danforth, un senador republicano de Misuri durante el mandato de Reagan, y un sacerdote episcopaliano oficiaron el funeral. La mala salud le impidió a Graham oficiar el funeral de Estado de Gerald R. Ford el 2 de enero de 2007, así como el funeral de la ex primera dama Lady Bird Johnson en julio de 2007.
El 25 de abril de 2010, el presidente Barack Obama visitó al reverendo Graham en su casa en Montreat, Carolina del Norte, donde hicieron una «oración privada». Como con otros presidentes en el pasado, Graham se reunió con el presidente George W. Bush en diciembre de 2010, en un tour por su biblioteca [47] [48].
En 2011, aunque agradecido de haber conocido a políticos que tienen necesidades espirituales como todo el mundo, dijo que a veces se pasó de la raya y hubiera preferido evitar la política.

### Ideas en política exterior
Graham ha sido explícito contra el comunismo y dio su apoyo a la política de la Guerra Fría en EE. UU., incluida la guerra de Vietnam. Sin embargo, en un discurso en 1999, Graham habló de su relación con el anterior líder norcoreano Kim Il-sung, ensalzándolo como «una clase diferente de comunista» y «uno de los grandes luchadores por la libertad en su país contra los japoneses». Graham destacó también que aunque nunca se había reunido con el hijo de Kim y exlíder norcoreano Kim Jong-il, sí que habían «intercambiado regalos». Graham ha regalado un globo terráqueo coronado por palomas al Museo de la Amistad de Corea del Norte.
Durante una marcha el 12 de marzo de 1991, en la emisión de la CBS de la campaña de Billy Graham en Long Island, Nueva York, Graham dijo respecto a la primera guerra del Golfo: «Como ha dicho nuestro presidente, el presidente Bush, no es con la gente de Irak con quien estamos en guerra. Es con algunas personas de ese régimen. Oren por la paz en el Oriente Medio, por una paz justa». Graham había dicho anteriormente que «hay momentos en los que hay que luchar por la paz». Continuó diciendo que de la guerra en el Golfo podía «nacer una paz nueva y, como sugirió el presidente, un nuevo orden mundial».

## Controversia

### Debate sobre los judíos con Nixon
En 2002, las «cintas de Richard Nixon» desclasificadas confirmaron los comentarios que Graham le hizo al presidente Nixon tres décadas antes. Grabado en las cintas, Graham estaba de acuerdo con Nixon en que los judíos controlaban los medios de comunicación estadounidenses, llamándolo «monopolio» durante una conversación con Nixon en 1972. Sus comentarios fueron tachados de antisemitas por Abraham Foxman de la Liga Antidifamación y el escritor evangélico Richard Land. Cuando las cintas se hicieron públicas, Graham pidió perdón. Según la revista Newsweek: «El impacto de la revelación aumentó por el prolongado apoyo de Graham a Israel y su negativa a unirse a los llamamientos a la conversión de los judíos»
En 2009 se divulgaron más cintas, en las que se oye a Graham en una conversación con Nixon refiriéndose a los judíos como «la sinagoga de Satanás». Un portavoz de Graham dijo que nunca había sido antisemita y que la comparación (según el contexto de la cita del libro del Apocalipsis) se dirigía específicamente a los que afirman ser judíos, pero no observan los valores tradicionales judíos.

## Últimos años

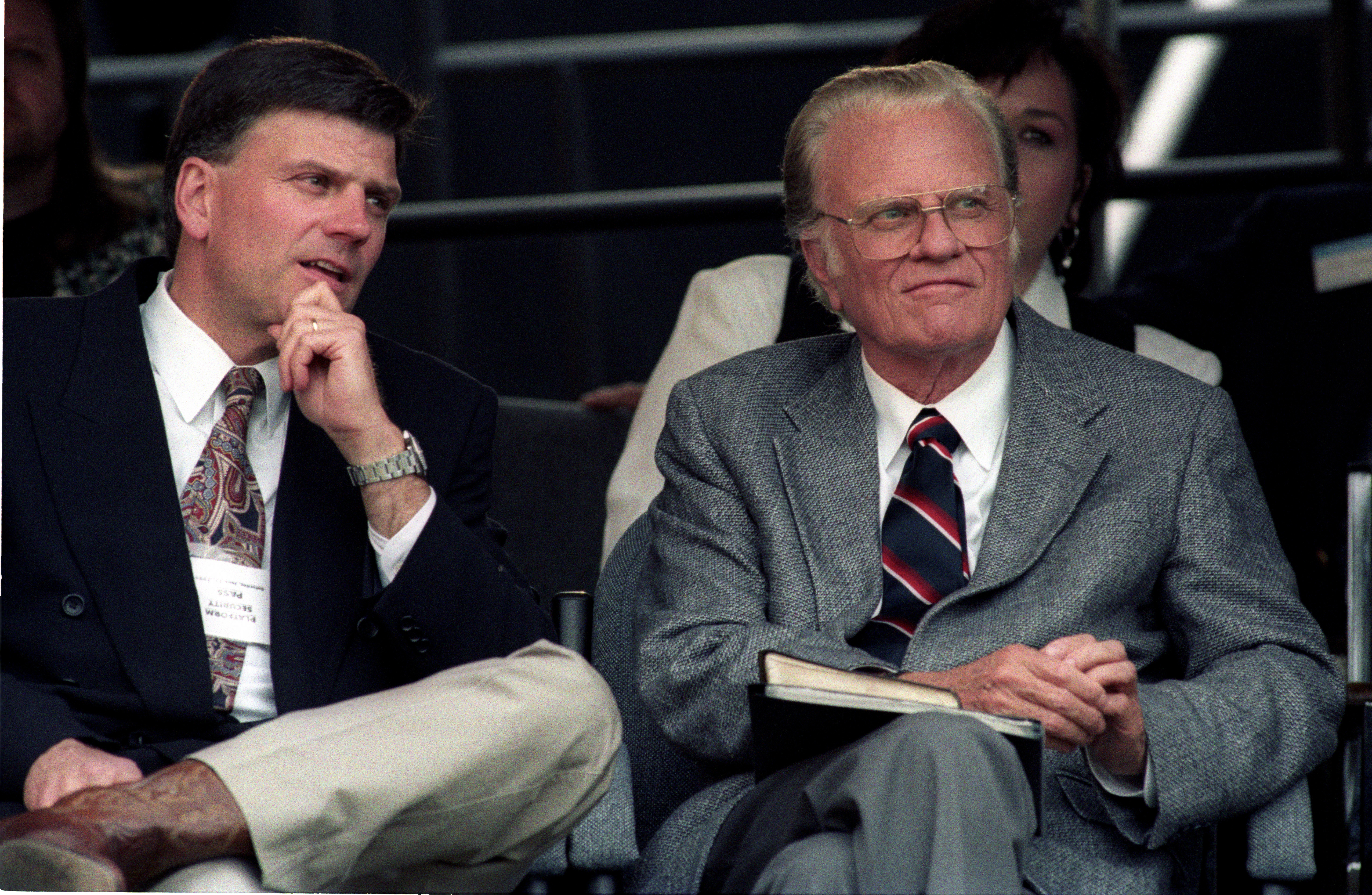
Graham con su hijo, Franklin, en Cleveland Stadium, junio de 1994.

Graham dijo que su planeada jubilación se debía a su mala salud. Ha padecido la enfermedad de Parkinson durante unos quince años, ha tenido hidrocefalia, neumonía, fracturas de caderas y cáncer de próstata. En agosto de 2005 un débil Graham aparecía para poner la primera piedra de su biblioteca en Charlotte, Carolina del Norte. Entonces con 86 años, el reverendo Graham utilizó un andador como ayuda para moverse durante la ceremonia. El 9 de julio de 2006 Graham habló en el Metro Maryland Franklin Graham Festival, celebrado en Baltimore, Maryland, en el Oriole Park en Camden Yards.
Había habido controversia respecto a cuál sería el lugar del entierro hasta que un comunicado de prensa el 13 de junio de 2007 dijo que él y su mujer serían enterrados el uno junto al otro en la Biblioteca Billy Graham en su pueblo de Charlotte, Carolina del Norte. El hijo pequeño de Graham, Ned, había discutido con el hijo mayor, Franklin, sobre si sería apropiado un entierro en una biblioteca. Ruth Graham había dicho que no quería que la enterraran en Charlotte, sino en las montañas cerca de Asheville, Carolina del Norte, donde había vivido durante muchos años; Ned apoyaba la elección de su madre. La novelista Patricia Cornwell, amiga de la familia, también se opuso al entierro en la biblioteca, llamándolo atracción turística. Franklin quería que sus padres fueran enterrados en el terreno de la biblioteca. En el momento de la muerte de Ruth Graham se anunció que se les enterraría en el terreno de la biblioteca.
El 18 de agosto de 2007 Graham, con 88 años, se encontraba estable en la clínica Mission Health & Hospitals de Asheville tras recibir tratamiento por una hemorragia intestinal, pero su estado no implicaba riesgo mortal.
En abril de 2010 Graham, con 91 años y una pérdida sustancial de vista y oído, hizo una ya poco común aparición pública en la rededicación de la renovada Biblioteca Billy Graham. El nieto de Graham, Will Graham, les dijo a los periodistas que su abuelo «tiene mucha más energía y está hablando de predicar una vez más» [33], afirmando que probablemente sería un evento televisivo más que una campaña en estadios
El 11 de mayo de 2011, Billy Graham ingresó en el Mission Hospital de Asheville, Carolina del Norte, para un tratamiento de neumonía. Le dieron el alta el 15 de mayo y volvió a casa. Los médicos dijeron que su respuesta al tratamiento había sido excelente. Según su hija, Anne Graham Lotz, en una entrevista emitida en NPR el 10 de octubre de 2011, Billy Graham había recibido en esos momentos también terapia de oxígeno.
En 2011, cuando se le preguntó si hubiera hecho las cosas de manera diferente, dijo que habría pasado más tiempo en casa con su familia, estudiado más y predicado menos. Habría participado en menos conferencias. También dijo que tiene la costumbre de aconsejar a los evangelistas para ahorrar tiempo y evitar tener demasiados compromisos.
El 21 de febrero de 2018 falleció en su hogar en Carolina del Norte a los 99 años de edad. El 28 de febrero y el 1 de marzo de 2018, Graham se convirtió en el cuarto ciudadano privado en la historia de los Estados Unidos en recibir un homenaje en la Rotonda del Capitolio de los Estados Unidos en Washington D. C.

## Vida personal

### Familia
El 13 de agosto de 1943, se casó con su compañera de clase en Wheaton, Ruth Bell (1920-2007), cuyos padres Virginia McCue y Lemuel Nelson Bell, cirujano general, eran misioneros presbiterianos en China. Conoció a Ruth en Wheaton: «La vi andar por el camino hacia mí y no pude evitar mirarla fijamente mientras andaba. Ella me miró y nuestros ojos se encontraron, y sentí que era ella definitivamente la mujer con la que me quería casar». Ruth creía que él «quería agradar a Dios más que ningún otro hombre que hubiera conocido». Se casaron dos meses después de su graduación y más tarde vivieron en una gran cabaña diseñada por Ruth en las Montañas Blue Ridge en Montreat, Carolina del Norte. Ruth murió el 14 de junio de 2007, a los 87 años.
Tuvieron cinco hijos. Virginia Leftwich (Gigi) Graham Tchividjian (n. 1945); Anne Graham Lotz (n. 1948, dirige el ministerio AnGeL); Ruth Graham (n. 1950, fundadora y presidenta de Ruth Graham & Friends); Franklin Graham (n. 1952, gestiona una organización de ayuda internacional llamada Samaritan’s Purse y será el sucesor de su padre en la Asociación Evangélica Billy Graham); y Nelson «Ned» Graham (n. 1958, pastor que dirige East Gates International, la cual distribuye literatura cristiana en China). Graham tiene 19 nietos y 28 biznietos. Su nieto Tullian Tchividjian es pastor en la Iglesia Presbiteriana Coral Ridge en Fort Lauderdale, Florida.
Para protegerse incluso de que pareciera que estaba haciendo algo malo, Graham tenía una política de no estar nunca a solas con una mujer, aparte de su esposa Ruth. Eso ya se conoce como la Norma Billy Graham.

### Iglesia
En 1953, se convirtió en miembro de la Primera Iglesia Bautista de Dallas, aunque nunca vivió en el estado de Texas. En 2008, cambió su membresía a la Primera Iglesia Bautista en Spartanburg (Carolina del Sur), aproximadamente a una hora y media en auto desde su casa en Montreat (Carolina del Norte).

## Premios y honores
Graham ha sido honrado con frecuencia por las encuestas, incluida la «Greatest Living American» y ha aparecido continuamente en los ranking entre las personas más admiradas de Estados Unidos y el mundo. Entre 1950 y 1990 apareció con la mayor frecuencia en la lista Gallup de las personas más admiradas y figura en la séptima posición de la lista Gallup de personas más admiradas por los estadounidenses en el siglo XX. El Servicio de Correos de Estados Unidos dijo que Graham era uno de los pocos estadounidenses, junto con el presidente actual, a quien se le puede entregar una carta en la que solo ponga su nombre y el país: «Billy Graham, Estados Unidos».
En 1967 fue el primer protestante en recibir un título honorífico del Belmont Abbey College, una escuela superior católica.
En 1971 Graham recibió un premio de la Conferencia Nacional de Cristianos y Judíos. Después de que se divulgaran las cintas de Nixon, Abraham Foxman de la Liga Antidifamación pidió que Graham devolviera el premio. Fue reconocido por el Comité Judío Estadounidense con su Premio Interreligioso Nacional por sus esfuerzos a favor de las relaciones judeocristianas: el comité lo nombró uno de los mayores amigos cristianos de los judíos del siglo. Ese mismo año el pueblo de Graham en Charlotte acogió el «Día de Billy Graham» en el que el presidente Nixon hizo una aparición.
Recibió la Medalla de Oro del Congreso de Estados Unidos y la Medalla Presidencial de la Libertad de Reagan, los mayores honores civiles de EE. UU. En 1986 le dieron a Graham los más altos honores de Carolina del Norte, el Premio de Carolina del Norte, por su servicio público. El presidente Bill Clinton y el líder de la mayoría en el senado, Bob Dole, premiaron a Graham con la Medalla de Oro del Congreso en una ceremonia en el Capitolio de EE. UU. en 1996.
El 30 de mayo de 1999 invitaron a Graham a hacer la oración previa a la carrera en el Indianápolis 500.
En diciembre de 2001 le entregaron la categoría honorífica de Caballero Comendador Honorífico de la Orden del Imperio Británico (KBE), por su contribución internacional a la vida civil y religiosa durante más de 60 años.
El 31 de mayo de 2001, la Biblioteca Billy Graham, de más de 27 millones de dólares, fue dedicada oficialmente en Charlotte. Los expresidentes Jimmy Carter, George H. W. Bush y Bill Clinton asistieron para celebrarlo con Graham. Una autopista en Charlotte lleva el nombre de Graham, como la I-240 cerca de la casa de Graham en Asheville.
Para proveer de una plataforma durante sus eventos para muchos artistas musicales cristianos, la Asociación de Música Góspel incluyó a Graham en el Salón de la Fama de la Música Góspel en 1999. Múltiples artistas han compuesto canciones para o sobre Graham durante su vida. El cantante Michael W. Smith participa activamente en las Campañas de Billy Graham, así como en la Operación Niño de la Navidad. En 2000 la ex primera dama Nancy Reagan le entregó a Graham el Premio a la Libertad de Ronald Reagan. Graham ha sido amigo de los Reagan durante años.
Graham recibió el Big Brother of the Year Award (Premio al Hermano Mayor del Año) por su trabajo a favor de los niños. Ha sido citado por el George Washington Carver Memorial Institute por sus contribuciones a las relaciones raciales. Ha recibido el Premio de la Fundación Templeton por el Progreso en la Religión y el Premio Sylvanus Thayer por su compromiso con el «Deber, Honor, País». El centro de salud infantil Billy Graham en Asheville lleva su nombre y está financiado por Graham.
Hay una cátedra con su nombre en la universidad Alabama Baptist-Affiliated Samford University, Catedrático de Evangelismo y Crecimiento de la Iglesia Billy Graham. Su alma mater Wheaton College tiene un archivo con sus trabajos en el Centro Billy Graham. El Seminario Teológico Bautista del Sur tiene la Escuela de Misiones, Evangelismo y Crecimiento de la Iglesia Billy Graham. Graham ha recibido veinte títulos honoríficos y ha rechazado por lo menos otros tantos. En San Francisco, CA, el Bill Graham Civic Auditorium ha sido a menudo llamado erróneamente el Billy Graham Civic Auditorium y se ha considerado falsamente que había sido nombrado en su honor, pero en realidad lleva ese nombre por el promotor del rock and roll Bill Graham.
La película Billy: The Early Years (Billy: Los primeros años) se estrenó en cines oficialmente el 10 de octubre de 2008, menos de un mes antes del 90 cumpleaños de Graham. Graham aún no se ha pronunciado sobre la película, pero su hijo Franklin lanzó una crítica afirmación el 18 de agosto de 2008, matizando que la Asociación Evangelística Billy Graham «no ha colaborado ni aprobado la película». La hija mayor de Graham, Gigi, no obstante, ha ensalzado la película y ha sido contratada como asesora para ayudar a promocionar la película.
En 2011, la escuela superior Northwestern College en St. Paul, Minnesota, de la que Graham fue un día presidente, nombró su edificio más nuevo en el campus el Billy Graham Community Life Commons.

### Doctorados honoris causa
Ha recibido varios doctorados honoris causa.
- 1948 : doctor en Divinidad, Universidad de Newcastle
- 1948 : doctor en Humanidades, Universidad Bob Jones
- 1950 : doctor en Derecho, Universidad de Houghton
- 1954 : doctor en Divinidad, Universidad de Baylor
- 1956 : doctor en Letras, Wheaton College
- 1967 : doctor en Humanidades, Belmont Abbey College
- 1973 : doctor en Humanidades, Universidad de Jacksonville
- 1981 : doctor en Teología, Seminario Teológico Cristiano (Varsovia, Polonia)
- 1981 : doctor en Teología, Academia Teológica Reformada (Debrecan, Hungría)
- 1985 : doctor en Cristianismo, Universidad Bautista de Dallas
- 1990 : doctor en Humanidades, Universidad Bautista de Hong Kong
- 1996 : doctor en Divinidad, Universidad de Carolina del Norte en Chapel Hill

## Libros
Graham ha escrito los siguientes libros:
| - Calling Youth to Christ (1947) - America's Hour of Decision (1951) - I Saw Your Sons at War (1953) - Peace with God (1953, 1984) - Freedom from the Seven Deadly Sins (1955) - The Secret of Happiness (1955, 1985) - Billy Graham Talks to Teenagers (1958) - My Answer (1960) - Billy Graham Answers Your Questions (1960) - World Aflame (1965) - The Challenge (1969) - The Jesus Generation (1971) - Angels: God's Secret Agents (1975, 1985) - How to Be Born Again (1977) | - The Holy Spirit (1978) - Till Armageddon (1981) - Approaching Hoofbeats (1983) - A Biblical Standard for Evangelists (1984) - Unto the Hills (1986) - Facing Death and the Life After (1987) - Answers to Life's Problems (1988) - Hope for the Troubled Heart (1991) - Storm Warning (1992) - Just As I Am: The Autobiography of Billy Graham (1997, 2007) - Hope for Each Day (2002) - The Key to Personal Peace (2003) - Living in God's Love: The New York Crusade (2005) - The Journey: How to Live by Faith in an Uncertain World (2006) - Nearing Home: Life, Faith, and Finishing Well (2011) |